# 大庙镇 (承德市)
大庙镇，是中华人民共和国河北省承德市双滦区下辖的一个乡镇级行政单位。

## 行政区划
大庙镇下辖以下地区：
黑山社区、福园社区、北梁村、大庙村、东沟村、凤凰咀村、陈营子村、上碾子村、岔沟门村、冰沟门村、小三岔口村和上营子村。